# Вір (річка, Англія)
Вір (англ. Wear) — річка в Північно-Східній Англії. Бере початок у Пеннінських горах, протікає територією графства Дарем і впадає в Північне море біля міста Сандерленд (графство Тайн-енд-Вір). Раніше гирло річки лежало південніше, на околицях Гартлпула, але після останнього льодовикового періоду змістилося на північ.
Ближче до гирла на річці стоїть місто Дарем, де над річкою височіють знамениті даремські замок і собор. Щоліта на річці проводиться Даремська регата.